# 펠레샤츠반도

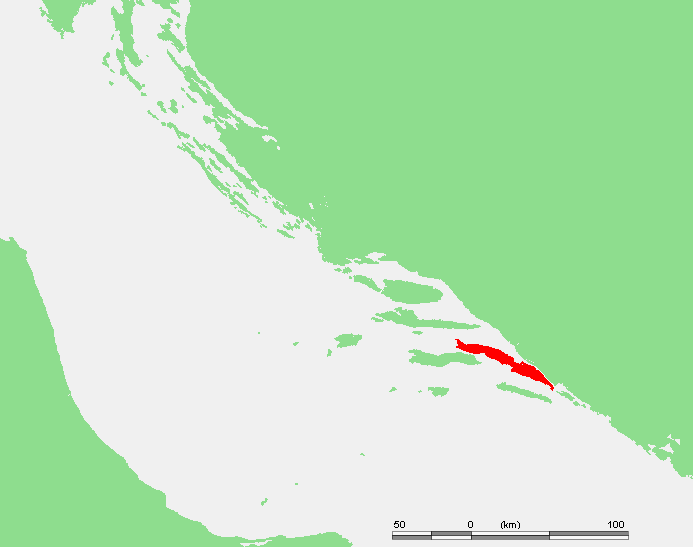
펠레샤츠반도의 위치

펠레샤츠반도(크로아티아어: Pelješac)는 아드리아해에 위치한 크로아티아의 반도로 길이는 65km이다. 행정 구역상으로는 두브로브니크네레트바주에 속하며 달마티아 중부에 위치한다. 크로아티아에서 2번째로 큰 반도로서 펠레샤츠 해협을 사이에 두고 코르출라섬과 떨어져 있다. 지협 입구에는 스톤(Ston)이 위치한다.

## 같이 보기
- 달마티아
- 라구사 공화국